# 卢·霍德
卢·霍德（英語：Lew Hoad，1934年11月23日—1994年7月3日），澳大利亚男子网球运动员。他曾获得澳大利亚网球公开赛男子单打冠军、男子双打冠军、法国网球公开赛男子单打冠军、男子双打冠军、温布尔登网球锦标赛男子单打冠军、男子双打冠军、美国网球公开赛男子双打冠军。